# Hadjeret Ennous
Hadjret Ennous (anciennement Fontaine-du-Génie pendant la colonisation française), est une commune de la wilaya de Tipaza en Algérie.

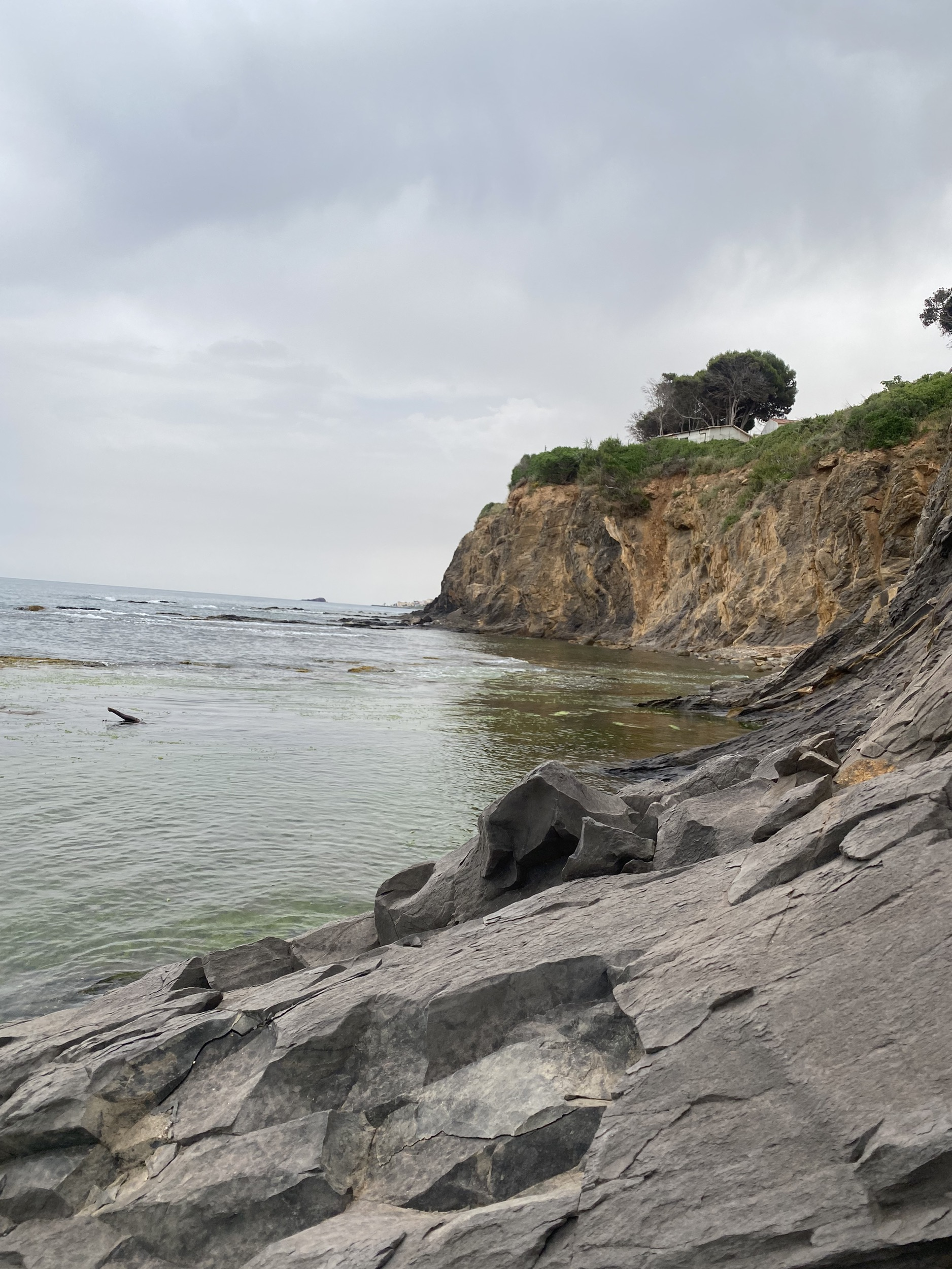
Photographie de Hadret Ennous.

## Géographie

### Situation
Le territoire de la commune de Hadjeret Ennous, côtier, est situé au nord-ouest de la wilaya de Tipaza, à environ 40 km à l'ouest de Tipaza et à 14 km au sud-ouest de Cherchell.
|            | Mer Méditerranée |             |
| Messelmoun | Hadjeret Ennous  | Sidi Ghiles |
|            | Sidi Semiane     |             |

### Routes
La commune de Hadjeret Ennous est desservie par plusieurs routes nationales:
- Route nationale 11: RN11 (Route d'Oran).

### Localités de la commune
Les noms les plus connus à Hadjret Ennous :
- DJAOUTI
- AÏSSANI
- KOOB
- GHILACI
- BEKHTARI
- GHOURI
- AHFIR
- OUELD AKLOUCHE

## Histoire
Lors de la colonisation française, la ville est nommée Fontaine-du-Génie et fait partie du département d'Alger. Après l'indépendance, elle prend le nom de Hadjeret Ennous.

## Vie quotidienne

### Culture
L'association culturelle Ala ouzarf de Hadjret Ennous, participe à l'activité culturelle de la commune et à la sauvegarde du patrimoine culturel local et des villes environnantes.

## Économie
Une centrale électrique, gérée par SNC Lavalin est implantée à l'entrée Est de la ville.

## Patrimoine
Hadjeret Ennous abrite un monolithe de 10 m de haut qui serait antérieur à l'époque romaine.